# Байонна-3
Байонна-3 (фр. Bayonne-3) — кантон во Франции, находится в регионе Аквитания, департамент Атлантические Пиренеи. Входит в состав округа Байонна.
Код INSEE кантона — 6406. В кантон Байонна-3 входит часть коммуны Байонна.
Кантон был образован декретом от 25 февраля 2014 года, который вступил в силу 22 марта 2015 года.

## Население
Население кантона на 2015 год составляло … человек.